# Senza peso
Senza peso è il quinto album in studio del gruppo rock italiano Marlene Kuntz, pubblicato il 7 febbraio 2003 per la Virgin Records.

## Il disco
Per registrare questo quinto album, la band si trasferisce a Berlino, dove lavora con i produttori Rob Ellis e Head. Si tratta inoltre del primo album pubblicato con la Virgin Records. Con questo album intraprendono un tour che parte nel febbraio 2003 e si chiude in dicembre.
A questo disco collabora Warren Ellis dei Dirty Three, che suona il violino.

## Stile
La band piemontese propone scorribande rock degne degli esordi, come Sacrosanta verità, Ci siamo amati o A fior di pelle, alternate a ballate più tenui, come Schiele, lei, me e Notte.

## Tracce
1. Sacrosanta verità – 4:05
2. Ci siamo amati – 4:24
3. Notte – 5:34
4. A fior di pelle – 4:36
5. Danza – 4:57
6. L'uscita di scena – 4:30
7. Schiele, lei, me – 4:19
8. Ricordo – 4:36
9. Con lubricità – 4:06
10. Laura – 5:13
11. Secondo chi vorrà – 2:41
12. Fingendo la poesia – 4:00
13. Scorre – 1:40
14. Spora nº101 – 16:28

## Formazione
- Cristiano Godano - voce e chitarra elettrica
- Riccardo Tesio - chitarra
- Dan Solo - basso
- Luca Bergia - batteria

### Altri musicisti
- Warren Ellis - violino

## Classifiche
| Classifica (2003) | Posizione massima |
| ----------------- | ----------------- |
| Italia            | 5                 |